# Omalium laeviusculum
Omalium laeviusculum är en skalbaggsart som beskrevs av Leonard Gyllenhaal 1827. Omalium laeviusculum ingår i släktet Omalium, och familjen kortvingar. Arten är reproducerande i Sverige.